# Telenassa taphius
Telenassa taphius är en fjärilsart som beskrevs av Frederick DuCane Godman och Osbert Salvin 1878. Telenassa taphius ingår i släktet Telenassa och familjen praktfjärilar. Inga underarter finns listade i Catalogue of Life.